# Blechnum occidentale x meridense
Blechnum occidentale x meridense là một loài dương xỉ trong họ Blechnaceae. Loài này được Klotzsch mô tả khoa học đầu tiên..
Danh pháp khoa học của loài này chưa được làm sáng tỏ. 